# Mercado de Abasto de Tucumán
El Mercado Central de Abasto fue un mercado de abasto de frutas y verduras de San Miguel de Tucumán, Tucumán, Argentina. Este se ubicó entre las calles Las Piedras, Miguel Lillo, Próspero Mena y General Paz; funcionando entre 1933 y 1998 cuando fue trasladado al nuevo Mercado Frutihortícola. En la actualidad funciona en su sitio el Hotel Hilton Garden, locales comerciales y el Teatro Municipal Rosita Ávila.

## Historia
Originalmente el mercado fue proyectado por el intendente Juan Luis Nougués para reemplazar al Mercado del Sud, el cual tenía pocas condiciones de salubridad. Por esta razón el solar del establecimiento frutihortícola fue cedido por Miguel Lillo en 1924, comenzando la construcción del mismo en 1927. El edificio tuvo un costo de MSN 450.000, siendo obra del reconocido arquitecto Alberto Prebisch. 
El 1 de junio de 1933 el mercado de abasto fue abierto y se convirtió en punto de referencia en el barrio de Ciudadela, a la par que se construyeron viviendas, comercios y se extendieron servicios públicos a este lugar. Pero en 1998 el mercado fue clausurado y sus funciones se trasladaron al Mercado Frutihortícola (Mercofrut) ubicado en la localidad de Los Vázquez. Desde ese año se plantearon diversos fines para el inmueble y en 1997 fue declarado patrimonio cultural del municipio capitalino. 
En 2006 el predio fue adjudicado al grupo Macro para la construcción del centro comercial Central Tucumano, iniciando las tareas de demolición de la estructura en 2007, las cuales fueron objeto de controversia. Actualmente, en la superficie del viejo mercado funciona el Hotel Hilton Garden Inn, inaugurado el 1 de octubre de 2012, el complejo Central Tucumano y el Teatro Rosita Ávila. 

## Descripción
El mercado de abasto se extendía en 7000 m², circundando el edificio de dos plantas con recovas de una planta y un patio alrededor de la estructura. En el centro de cada recova hay un arco de medio punto de mampostería, apoyados por vigas de hormigón y techo de tejas coloniales. En el interior del mercado se encontraban calles que comunicaban el exterior con los 186 puestos del mercado. 